# Yazd
Yazd er en by i det centrale Iran, med et indbyggertal på 529.673 (2016). Byen er hovedstad i Yazd-provinsen og var i oldtiden centrum i Zarathustrianisme-kulturen.
Byen er beliggende på det iranske plateau med begrænset tilgang til vand.
Vand kommer gennem vandanlæg kaldet qanat.
Yazd har bevaret dets gamle arkitektur og dets bymidte kom i juli 2017 på UNESCO's Verdensarvsliste.
Samme år oplevede byen en stor stigning i besøg fra udenlandske turister. I de første ni måneder havde der været 96.000 turister.
Yazd vandmuseum der forklarer om qanat fremhæves som en af byens topattraktioner.
I slutningen af 2017 var der protester i Yazd rettet mod styret, — i lighed med andre større iranske byer.
Demonstranterne der samlede sig i Mojahedin Gade var utilfredse med høje leveomkostninger.
Yazd har en international lufthavn
og en jernbanestation.
Golden Eagle Luxury Trains udbyder rundture i luksustoge i Iran og stopper ved stationen.
Der er også et universitet.
Israels tidligere præsident Moshe Katsav er født i Yazd.
Under Pahlavi I's tid flyttede en stor gruppe kurdere fra Gulbaghi-stammen fra den nordlige del af Kurdistan-provinsen til byen Yazd og byerne Isfahan, Kashan og Nayin, og i dag er kurderne mere assimilerede elementer i befolkningen af disse byer.